# 塢堡
塢壁，又稱塢堡，是一種民間防衛性建築，五胡十六国和南北朝时，为抵御胡人入侵帶來的戰亂，北方漢族纠合宗族乡党，据险自守，经济自足的军事屏障。

## 成因
坞壁起源非常早，但自永嘉之乱（五胡乱华）以来，才大量建造。当时胡族统治者往往将其武力所到地域的各族居民，迁往其政治中心地带，以便控制和役使。无法逃离的北方汉人为了抵御这种遣民政策和避戎狄寇盗之难，便纠合宗族兄党，据险自守。

## 特点
这种屯聚堡坞要想能够长时间坚持，最理想应该建立在既有险阻又可以耕种、有水泉灌溉之地。所以这些屯聚堡坞都建立在山顶平原及有溪涧水源之处。坞以宗族乡党为单位，坞主为乡里豪帅。但坞并非坞主所有，坞主只是起了一个督护作用，并附有战争和耕种的指挥职责。
坞壁有自己的内部规则，并有相应的基层权力组织，使之能将四方汇聚的流民统一起来，整齐号令，成为团结一致、且战且耕的坚强组织。
坞壁与城不同，城讲究商业交通。坞壁讲究自给自保，以农业为主。城比较大，坞比较小。

## 对社会的影响
当时北方城市因为战乱而荒芜，唯依靠堡坞务农以自给，所以堡坞在北方社会中占据了重要的地位，并且农业占据经济生产的主要地位。南方则相反，商业与城市比较发达。因为堡坞是宗族乡党为单位，所以北朝重同姓，重宗法，大大加强了乡村豪族的地位，中央政府也要任用大批强宗大族以巩固政权，构成了南北朝时代门阀政治的基础。

## 衰败与转变
早在北魏孝文帝时，中央变宗主督护制为三长制，使三长隶属于郡县，纳入国家体制，逐步削弱了他们的独立性和政治势力。同时，通过推行均田制，轻徭薄赋，用经济手段把豪族的依附人口变为国家的编户齐民。到隋唐时期，这种军事屏障被完全转化成村落。两宋之后几乎消失，进而转为团练。